# Tällistock (3184 m)

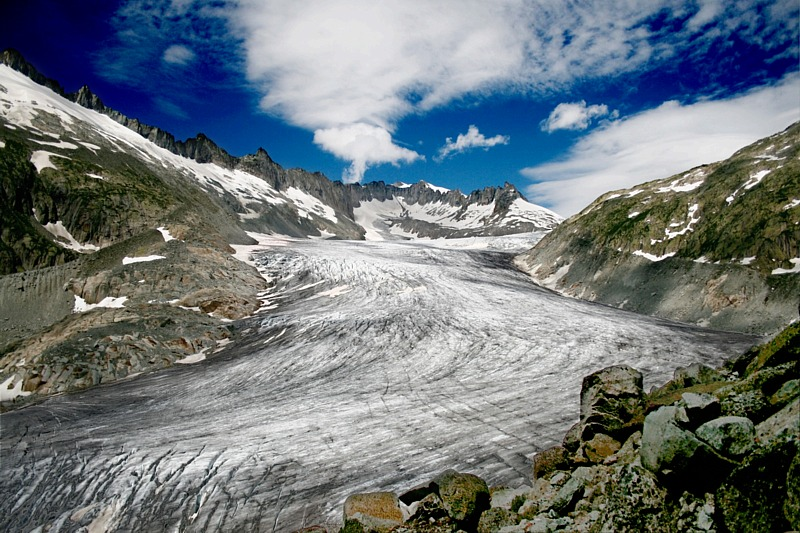
Tällistock (hinten rechts) vor Rhonegletscher

Der Tällistock (früher auch Thälistock) ist ein Berg im Schweizer Kanton Wallis.
Der Gipfel liegt auf dem Gebiet der Gemeinde Obergoms und hat eine Höhe von 3184 m ü. M.